# Миронов, Игорь Андреевич
Игорь Андреевич Миронов (родился 31 июля 1960 года) — советский и российский регбист, выступавший на позиции центра, винга и флай-хава. Известен по играм за клубы «Фили», «Слава» и «ВВА» в чемпионатах СССР и России, а также по выступлениям за разные французские клубы. Мастер спорта СССР (1979), мастер спорта СССР международного класса (1985). Брат регбистов Ивана и Юрия Мироновых. Рекордсмен сборной СССР по числу матчей (75) и её капитан.

## Ранние годы
Игорь Андреевич Миронов родился 31 июля 1960 года. Отец — паркетчик, мать — повар в строительной столовой. В связи с тем, что времени у семьи на воспитание детей было мало, Игорь и трое его братьев воспитывались в круглосуточном интернате, проводя выходные с семьёй. После переезда семьи в Коломенское Игоря и братьев забрали из интерната. В интернате Игорь со своими братьями занимался футболом, хоккеем и боксом. С регби Игоря познакомил его старший брат Иван, который занимался этим видом спорта в пионерском лагере; также под влиянием Ивана регби занялся и средний из братьев Мироновых Юрий. Игорь же некоторое время тренировался в составе юношеской футбольной команды московского «Динамо», играя на позиции вратаря, но всё же выбрал регби. Именно Иван стал первым тренером Игоря, который начал свою регбийную карьеру в школе команды «Фили». Там его тренерами позже стали Виктор Семёнов и Сергей Чеченков.

## Клубная карьера

### СССР
В школе «Филей» Миронов играл с Борисом Гавриловым, будущим тренером этой команды, и Михаилом Гражданом, одним из будущих звёздных игроков чемпионата СССР. «Фили» он представлял в 1973—1977 годах, в 1977—1978 годах играл за московскую «Славу». За команду «Слава» он дебютировал под руководством Эдгарда Татуряна в матче против киевского «Политехника» в Фергане, начав выступать на позиции левого крайнего и отметившись в той встрече двумя попытками. Во втором матче «Слава» крупно разгромила действовавших чемпионов из ВВА. Позже Миронова призвал в команду ВВА главный тренер клуба и сборной СССР Евгений Антонов, обновляя состав (в команду с Мироновым пришло ещё 11 юниоров). С 1978 по 1995 годы Миронов с перерывами представлял клуб «ВВА-Подмосковье», выиграв в их составе пять раз чемпионат СССР и один раз чемпионат России. В активе Миронова также есть четыре победы в Кубке СССР и две в Кубке России. Помимо этого, в 1984, 1985 и 1986 годах он становился рекордсменом чемпионата СССР по набранным очкам. Неоднократно Миронов входил в список лучших игроков чемпионата СССР и России с 1978 по 1993 годы. Свою единственную красную карточку за карьеру Миронов получил в 1981 году после матча за ВВА против грузинского клуба, в котором его команда победила 9:3: в конце встречи вспыхнула драка, в которой виновным признали Миронова, хотя тот отрицал, что спровоцировал драку.

### Отъезд за границу
Во время выступления Миронова за ВВА им заинтересовалась итальянская команда «Тревизо», что было связано с выдающейся игрой Миронова в 1986 году против Италии, в которой он набрал 16 очков сборной СССР и принёс победу 16:14. С клубом переговоры вёл СовИнтерСпорт, но игрок требовал, чтобы все заработанные им деньги принадлежали только ему, и в итоге сделка сорвалась. По словам Миронова, ему якобы позвонили и передали сообщение об отказе «Тревизо» от услуг игрока, но на личной встрече представители клуба заявили, что ждали игрока в аэропорту и никакого отказа не передавали ему. Только после выступления в Англии в составе клуба «Барбарианс» Миронов принял предложение об отъезде во Францию. В 1991 году его позвали в «Ажен», однако Миронов тогда не рискнул ехать, а вместо этого вместе с Александром Тихоновым перешёл в клуб «Вильнёв», который тогда играл в элите чемпионата Франции, но позже вылетел в Федераль 3 из-за финансовых проблем. Полгода Миронов отыграл в клубе, прежде чем вернуться в Россию в состав ВВА.
Поиграв несколько месяцев в чемпионате России 1992 года, Миронов снова уехал в «Вильнёв», который к тому моменту нашёл источник финансирования и решил предпринять ещё одну попытку побороться за место в Федераль 2: в клубе он выступал до 1995 года, три раза подряд признаваясь лучшим бьющим. Его приглашали в «Дижон» и «Перигё Дордонь» из Про Д2, однако к тому моменту Миронов уже не рассматривал профессиональные команды. В 1995 году Миронов стал выступать за французский клуб «Фюмель-Либос», против которого в личной встрече в сезоне 1994/1995 набрал 15 очков: ситуация ознаменовалась тем, что «Фюмель» был принципиальным противником «Вильнёва», а из Федераль 2 в том сезоне вылетел. По словам Миронова, после личной встречи двух клубов президент «Фюмеля» предложил Миронову перейти в команду с лучшими условиями, но взял с того обязательство вернуть команду в Федераль 2.
Ещё в сезоне 1994/1995 в финале турнира Шаленж дю Эспуар (фр. Challenge de l'Espoir) Миронов, выступая за «Фюмель-Либос», взял верх над «Аржеле-Газост» 18:17. В турнире Федераль 3 сезона 1995/1996 Миронов в составе «Фюмеля» играл в 1/8 финала против клуба «Сен-Ливрад», в котором играл Александр Тихонов: команда Миронова победила 18:6 и в итоге вышла в Федераль 2, а сам Игорь занёс две попытки, забил реализацию и штрафной с 55 метров. В финале розыгрыша его клуб проиграл «Сен-Сиприену» из Лятура 9:16. Играя уже в следующем сезоне 1996/1997 в Федераль 2 против «Вильнёва», Миронов набрал 18 очков и принёс «Фюмелю» победу 22:0. В сезоне 1998/1999 его клуб вышел в четвертьфинал розыгрыша и попал в Федераль 1, где отметился победой со счётом 22:8 над претендовавшим на Про Д2 клубом «Мон-де-Марсан». Миронов завершил игровую карьеру в 2000 году в возрасте 40 лет: по его словам, он попросту перестал получать удовольствие от игры. Решение об уходе потрясло «Фюмель», который занял 3-е место в розыгрыше Федераль 1 1999/2000, и около пары часов после заявления Миронова президент клуба уговаривал своего игрока передумать. Решение Миронова о завершении им игровой карьеры стало окончательным.

## Карьера в сборной
В возрасте 16 полных лет Миронов впервые попал в юношескую сборную СССР, составленную из игроков не старше 17 лет. С ней он дважды выигрывал турнир регбистов соцстран «Дружба»: первую победу он одержал в Бухаресте, причём советская сборная обыграла румынов 18:12. На том турнире Миронов играл изначально на позиции флай-хава (10-го номера), но старший тренер Владимир Некрасов в игре против Румынии перевёл Миронова на позицию центрового: перевод привёл к тому, что при счёте 10:12 Миронов совершил прорыв и занёс попытку прямо по центру ворот. В той команде, помимо Миронова, играли Игорь Нечаев, Александр Тихонов, Александр Овчинников и Александр Юсим. В составе юниорской сборной СССР в 1978 году он стал бронзовым призёром чемпионата Европы в итальянской Парме, победив Румынию 9:4, проиграв Италии 3:16 и победив Португалию 38:0, а через год в португальском Лиссабоне стал серебряным призёром в составе советской команды, победив в четвертьфинале Югославию 68:7, одолев в полуфинале Испанию 19:9 и проиграв в финале Франции 4:21. За серебряную медаль юниорского чемпионата Европы 1979 года Миронов получил звание мастера спорта СССР.
Согласно данным сайта ESPN, Миронов дебютировал за сборную СССР в матчах чемпионатов Европы в игре 2 ноября 1980 года в Ровиго против Италии, а 18 октября 1992 года провёл последний матч на чемпионатах Европы за сборную России против второй сборной Франции в Вильнёв-сюр-Ло, который завершился поражением россиян со счётом 12:76 (на 40-й минуте Игорь Миронов провёл реализацию, принеся команде два очка из 12 набранных). В его активе, по данным того же ESPN, было всего 18 игр за сборную СССР на чемпионатах Европы и 75 набранных очков; в матче против французов он набрал 2 очка. В то же время, согласно Сергею Тюлюбаеву, на всех турнирах Миронов провёл суммарно всего 98 матчей за сборные СССР и России, набрав 634 очка. По данным World Rugby, в активе Игоря Миронова было всего 39 попыток в играх за сборные. 16 ноября 1986 года в Генуе сборная СССР по регби нанесла поражение сборной Италии со счётом 16:14, причём все очки сборной СССР набрал именно Игорь Миронов, который занёс попытку, забил три штрафных и один дроп-гол. Согласно Хью Ричардсу, Миронов совершил с мячом рывок через всё поле, прежде чем занести попытку: пару раз мяч принимал Игорь Нечаев по ходу этой результативной атаки. Итальянская пресса высоко оценила игру Миронова.
В активе Миронова есть четыре серебряные медали Трофея ФИРА — чемпионата Европы по регби того времени, завоёванные по итогам розыгрышей 1984/1985, 1985/1987, 1987/1989 и 1989/1990, а также бронзовые медали сезонов 1978/1979, 1980/1981 и 1982/1983. В сезоне 1994/1995 он выиграл предварительный турнир ФИРА, выведя сборную России в высший дивизион чемпионата Европы. Помимо этого, в 1979 году Миронов в составе сборной СССР выиграл турнир «Социалистическая индустрия» в Казани, в 1980 году стал серебряным призёром турнира на призы Федерации регби СССР в Житомире, а с 1981 по 1989 годы выигрывал турниры на призы Федерации регби СССР и на призы газеты «Советский спорт».
1 ноября 1982 года сборная СССР взяла верх над второй сборной Франции (Франция A) со счётом 6:12. После игры в раздевалку советской сборной зашёл фулбэк французов Серж Габерне, который предложил Миронову обменяться регбийными майками: с одобрения начальника команды Миронов обменялся майками, что стало одним из редких случаев в истории международных встреч советских сборных, и пожал руку Габерне (позже в 1996 году Габерне играл с Мироновым во французском «Вильнёве»). В 1989 году Миронов в составе сборной СССР участвовал в турне по Франции и Англии. В 1990 году Миронов удостоился попадания в сборную звёзд «Барбарианс» вместе с другим игроком ВВА Александром Тихоновым, получив приглашение от Спорткомитета СССР, и принял участие в нескольких встречах, в том числе в матчах против валлийских «Суонси», «Кардиффа» и «Британских и ирландских львов». В 1991 году участвовал в турне по Новой Зеландии.
Рекорд Миронова по играм за сборную побил в 2011 году Андрей Кузин на чемпионате мира в Новой Зеландии: матч против Италии стал для него 76-м по счёту.

## Тренерская карьера
Ещё до отъезда из СССР Миронову предлагали возглавить ВВА вместо Евгения Ивановича Антонова, однако Миронов отказался это делать наотрез из уважения к тренеру, а также выразил желание поиграть ещё. Руководство ВВА приняло его аргументы. Последние три сезона игровой карьеры он совмещал также с обучением на тренера: 31 июля 2000 года он стал тренером «Вильнёва», который объединился с «Сен-Ливрадом». Для набора опыта он ездил на тренировки «Ажена», записывая, смотря и анализируя действия игроков. Первый год работы Миронов провёл в качестве играющего тренера, напоминая игрокам и руководству «Вильнёва», что бесконечно играть он не может. Два года подряд его клуб занимал третье место в Федераль 2, после чего Миронова пригласили в «Ажен» на пост тренера дубля, дав на раздумье всего пять дней, и Миронов принял это предложение, приступив к работе с Кристаном Ланта и Кристофом Дейло. В сезоне 2002/2003 команда проиграла «Тулузе» в полуфинале чемпионата дублёров Франции, а в сезоне 2003/2004 выиграла в финале у «Кастра» в овертайме. В дубле «Ажена» Миронов работал как тренер четвертных, а Филипп Марадена тренировал нападающих.
В 2004—2005 годах Игорь Миронов тренировал юношеские и национальную сборные России. Соглашение о работе он заключил с Вячеславом Копьёвым, председателем Федерации регби России. Он начинал работу со сборной до 19 лет, проведя два сбора, в том числе один на снегу на стадионе «Фили». Он сыграл с молодёжными сборными на трёх турнирах: со сборной 1985 г. р. он играл в Южной Африке в первом дивизионе Кубка мира 2004 года, с командой не старше 20 лет выступал на Кубке мира в Шотландии в том же году, а с игроками 1986 г. р. участвовал в чемпионате Европы в Румынии. В ЮАР его команда обыграла Канаду 14:10 и Таиланд 45:10, но проиграла Румынии 3:34, а в полуфинале за 5-8 места победила Португалию 37:17 и проиграла Тонге 7:22. В Шотландии его команда U-20 проиграла Уэльсу 11:46, Новой Зеландии 3:110 и Шотландии 17:29, в стыковых матчах за 9-12 места проиграла Италии 20:33, а в матче за 11-е место обыграла Тонгу 44:39. По его словам, молодёжная сборная выступала вполне неплохо, несмотря на нехватку игрового мышления.
К обязанностям тренера главной сборной Миронов приступил 7 октября 2004 года в связи с тем, что прежний наставник сборной и одновременно тренер клуба «Енисей-СТМ» Александр Первухин по состоянию здоровья не мог руководить командой (сам Первухин заявил об уходе в отставку уже после окончания чемпионата Европы, на котором россияне заняли 4-е место). На Миронова возлагалась обязанность вывести команду на чемпионат мира по регби 2007 во Франции, вследствие чего он постановил проводить сборы игроков в Монфланкене. Ставку Миронов намеревался делать на игроков 1984, 1985 и 1986 г.р. По словам Миронова, его команда обгоняла в физическом плане сборную Франции на три года, но отставала тактически. Подготовка сборной России на базе в Монфлакене, однако, не помогла российской сборной: команда проиграла Грузии в Краснодаре в 2004 году 15:27, а в 2005 году проиграла Румынии 10:33, Чехии 7:11 и Португалии 16:18. По словам Миронова, на него взвалили много непрофильной работы, в том числе по договорам о тренировочных полях. В 2005 году с формулировкой «по семейным обстоятельствам» Миронов покинул российскую сборную, проведя последний матч против Украины, в котором россияне победили со счётом 72:0. Вадиму Петренчуку в телефонном разговоре Миронов сказал, что сделал всё, что было в его силах.
Около года Миронов сидел без работы, посещая матчи Про Д2 и Топ-14, а также анализируя тест-матчи. В 2007 году после выхода «Сен-Ливрада» из состава «Вильнёва» Миронова пригласили в воссозданный клуб, чтобы удержать его в Федераль 2: по словам Миронова, он справлялся с задачей успешно пять лет, но подняться в дивизион выше команда не могла из-за нехватки ресурсов. Приблизительно в это время Миронову поступило предложение из «Фюмеля», которое он принял. В течение сезона 2007/2008 он неплохо работал с командой, выступая с ней в Федераль 2 и рассчитывая выйти в Федераль 1, но он по состоянию здоровья семь месяцев провёл дома, не имея возможности работать. После восстановления он некоторое время ещё тренировал любительские команды.
В 2009—2010 годах Миронов числился тренером «Сен-Ливрада» вместе с Жаном-Луи Бурдексом и Фабрисом Белотти. В 2013 году он возглавил тренерский штаб клуба «Сен-Обен» вместе с Давидом Люитром (тренер нападающих) и Аленом Аллуе (тренер защитников), работал с этой командой до 2019 года. По состоянию на 2021 год руководил любительской командой «Стад Монпазье» в Дордоне, в течение трёх лет подряд отклонял предложения от «Ажена». Как тренер, судейство критиковал достаточно редко.
По мнению Миронова, для игроков важно не только искать продолжение и отдавать пас, но при этом не выключаться из игры после паса и обязательно работать без мяча. Когда он начал работать с основной сборной России, то заметил, что игроки не умели играть в пас в 15-метровой зоне от аута: её козырем была только мощная физическая подготовка, которая могла измотать команду уровня Португалии или Чехии, но не Францию или ЮАР. Из рациональных предложений Миронов выдвигал идею запуска с 2005 года в России программы проверки тренеров, в рамках которой они сдавали бы экзамены и получали сертификаты, а также приглашения иностранных судей на матчи чемпионатов России. В плане организационных вопросов Миронов, прежде всего, предлагал изменить фундаментальные принципы регбийного образования в России.

## Стиль игры
По комплекции Миронов напоминал баскетбольного разыгрывающего, будучи ростом 182 см: на момент своего перехода в «Славу» он весил всего 60 кг, что вызывало сомнения у некоторых тренеров в потенциале Миронова. Он играл на позициях центрового (номер 13), крыльевого (номер 11) и блуждающего полузащитника (номер 10), умело вступая в борьбу. В клубе Евгений Антонов использовал его в качестве блуждающего полузащитника, однако в сборной Миронов играл на фланге, поскольку там на месте «десятки» чаще играли Валерий Прошин и Олег Слюсар. Отлично забивал голы со штрафных ударов, хотя при этом считал лучшим бьющим в советском регби Владимира Боброва, а своим кумиром — Михаила Граждана. Результативность Миронова в 1984 году была обоснована отчасти тем, что он стал играть на позиции 10-го номера вместо Валерия Прошина, перешедшего на позицию полузащитника схватки (номер 9): Прошина Миронов называл «выдающимся мастером». Рекорд Миронова по набранным в чемпионате СССР очкам перебил только Сергей Болдаков в 1990 году, набрав 318 очков.
О заносе попыток Миронов говорил не так часто, хотя при этом прекрасно умел их заносить. Так, в 1985 году в игре против Испании он занёс попытку прямо по центру зачётной зоны. В 1986 году Миронов пробежал через всё поле, чтобы занести попытку Италии: по словам Хью Ричардса, такой пропущенной попытке не расстроились бы даже новозеландские «Олл Блэкс». По оценке журнала «Спортивные игры», в Миронове совмещались качества лидера, капитана, дирижёра и диспетчера регбийной команды. Из выдающихся игроков советского регби Миронов лично выделяет, помимо Владимира Боброва, игрока третьей линии Виктора Кушнарёва, восьмого Александра Тихонова и первого центра Игоря Нечаева, с которыми он играл в составе сборной СССР.

## Вне регби
Игорь Миронов окончил ПТУ при 2-м Часовом заводе с отличием, получив специальность наладчика часовых автоматов, и отслужил в армии. Двое его братьев Иван и Юрий выступали за свою регбийную карьеру за клубы «Фили», ВВА и «Слава», а Иван Миронов также играл за сборную СССР. Ещё один брат, Виктор, проработал всю жизнь на заводе и к спорту никакого отношения не имел.
Супруга — Светлана, с которой Игорь познакомился в Монино: ранее Светлана занималась большим теннисом. Свадьба состоялась в 1983 году. Сын Юрий уехал из России в пять лет, занимался большим теннисом и баскетболом, но позже точно так же сделал выбор в пользу регби: стал игроком «Ажена» и даже сыграл за юношескую сборную России на Кубке мира в ЮАР в 2004 году (владеет русским, английским, французским и испанским). Юрий вынужден был завершить игровую карьеру после разрыва крестообразных связок и двух операций, в 2021 году работал в банке BNP Paribas. Дочь Татьяна окончила медицинской колледж, работает медсестрой скорой помощи на матчах «Ажена» и занимается большим теннисом, выступая в любительских турнирах. Внучатый племянник — Илья Артюхов, занимается регби и выступает за сборную Московской области.
Среди хобби Игоря являются рыбалка на аженском озере, поездки к морю (Аркашон, Биарриц, Байонна, Сен-Жан-де-Люз) и катание на лыжах в Андорре и испанской Бакейре. Дружит с регбистами Анатолием Гоняным, Юрием Карпухиным и Павлом Корниенко, которые также проживают во Франции.

## Достижения

### Клубные
Чемпионат СССР по регби
- Чемпион: 1980[49], 1981[25], 1984[50], 1985[21], 1986[51]
- Серебряный призёр: 1982[52], 1987[22], 1989[23], 1990[24]
- Бронзовый призёр: 1979[16], 1991[28]

Кубок СССР по регби
- Обладатель: 1980[49], 1983[26], 1986[51], 1991[28]
- Финалист: 1982[52], 1987[22]

Чемпионат России по регби
- Чемпион: 1993[3]
- Серебряный призёр: 1992[11], 1994[53]
- Бронзовый призёр: 1995[3]

Кубок России по регби
- Обладатель: 1992[11], 1993[3]
- Финалист: 1994[53]

### В сборной
Чемпионат Европы по регби
- Чемпион предварительного турнира: 1994/1995[17]
- Серебряный призёр: 1984/1985[21], 1985/1987[22], 1987/1989[23], 1989/1990[24]
- Бронзовый призёр: 1978/1979[16], 1980/1981[25], 1982/1983[26]

Юниорский чемпионат Европы
- Серебряный призёр: 1979[16]
- Бронзовый призёр: 1978[14]

Турнир «Социалистическая индустрия» (турнир на призы Федерации регби СССР)
- Победитель: 1979[16], 1981[25], 1982[52], 1983[26]
- Серебряный призёр: 1980[49]

Турнир на призы газеты «Советский спорт»
- Победитель: 1984[50], 1985[21], 1986[51], 1987[22], 1988[54], 1989[23]

### Личные
Лучший бомбардир чемпионата СССР
- 1984 (283 очка)[3]
- 1985 (217 очков)[3]
- 1986 (165 очков)[17]

В списке лучших игроков чемпионата СССР
- 1978 (30 лучших, номер 13)[14]
- 1979 (30 лучших, номер 11)[16]
- 1980 (30 лучших, номер 11)[49]
- 1990 (45 лучших)[24]